# Sphecodes woodi
Sphecodes woodi är en biart som beskrevs av Cockerell 1945. Sphecodes woodi ingår i släktet blodbin, och familjen vägbin. Inga underarter finns listade i Catalogue of Life.